# Orientgräsuggla
Orientgräsuggla (Tyto longimembris) är en asiatisk och australisk fågel i familjen tornugglor inom ordningen ugglor.

## Utseende
Orientgräsugglan är en 35,5 cm lång tornuggla som förekommer i öppna gräsmarker. Den är lik tornugglan (eller orienttornugglan som ibland urskiljs som egen art) men är mörkare ovan, mestadels mörkbrun med gulbeige teckningar och vitaktiga fläckar. Ansikte, bröst och halssidor har en anstrykning av blekt rostbrunt. Den beigefärgade stjärten uppvisar tydliga och breda brunsvarta band.

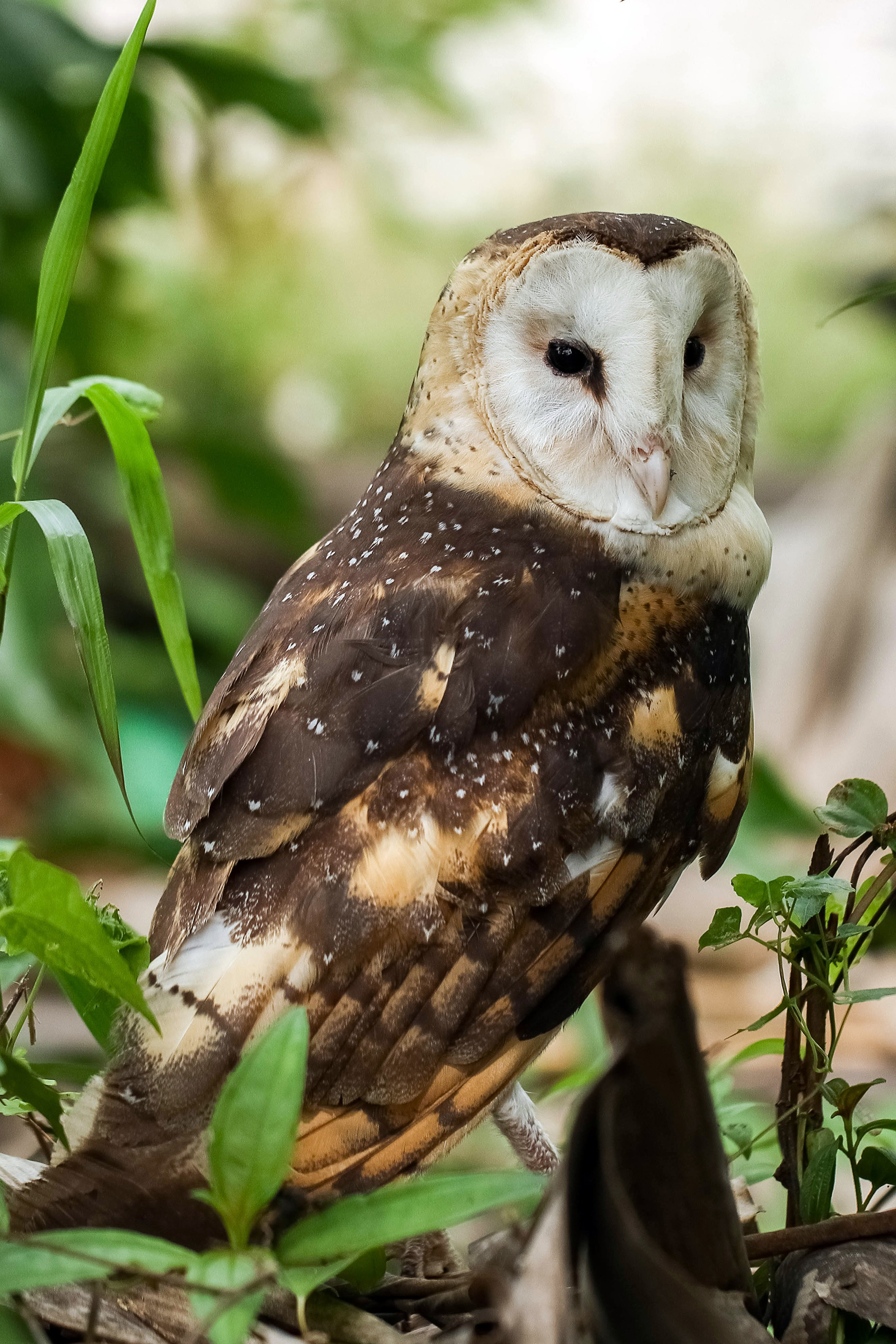

I flykten visar den mycket mer kontrast mellan ovan- och undersida samt mellan en gulbeige fläck på de yttre handpennornas bas och breda mörka spetsar på handpennetäckarna. Vidare syns att handpennorna på undersidan är mycket mer mörkspetsade och även mörkspetsade yttre handpennetäckare som formar ett mörkt band.

## Utbredning och systematik
Orientgräsuggla har en vid utbredning från Indien till Filippinerna och söderut till Nya Guinea. Den delas in i fem underarter:
- Tyto longimembris longimembris – förekommer i Indien, Indokina, Sulawesi, Små Sundaöarna, norra och östra Australien
- Tyto longimembris chinensis – förekommer i sydöstra Kina (sydöstra Yunnan till Jiangsu) och Vietnam
- Tyto longimembris pithecops – förekommer i Taiwan
- Tyto longimembris amauronota – förekommer i Filippinerna
- Tyto longimembris papuensis – förekommer på västra centrala Nya Guinea i Baliemdalen samt på östra Nya Guinea (höglänta områden i Eastern Range, på Huonhalvön samt på Southeastern Peninsula)

Tidigare har den häckat i Bangladesh och Fiji men är där numera utgången. Tillfälligt har den påträffats i Hong Kong och Japan. Orientgräsuggla och nära släktingen afrikansk gräsuggla (T. capensis) betraktades tidigare som en och samma art.

## Levnadssätt
Orientgräsugglan förekommer i öppna gräsmarker upp till 1450 meters höjd. I vissa områden är den en gnagarspecialist. Den häckar mellan oktober och mars i Indien (mestadels oktober-december), i Kina och Filippinerna september till januari och maj till juni i Papua Nya Guinea. Boet är en enkel plattform på marken där den lägger fyra till sex vita ägg. Arten är mestadels stannfågel.

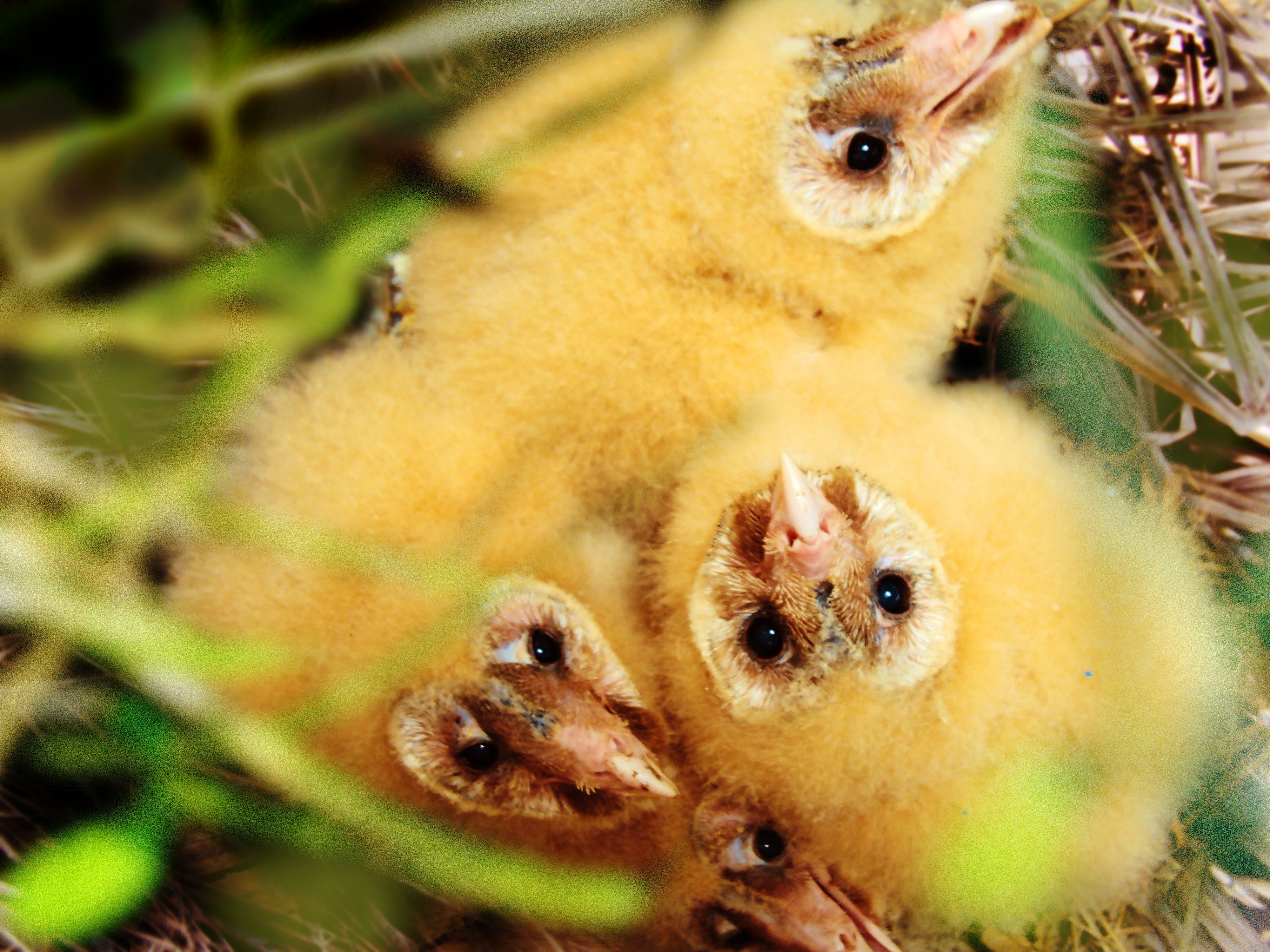

## Status och hot
Arten har ett stort utbredningsområde och en stor population, men tros minska i antal till följd av habitatförstörelse och i norra Australien råttbekämpning. Den minskar dock inte tillräckligt kraftigt för att den ska betraktas som hotad. Internationella naturvårdsunionen IUCN kategoriserar därför arten som livskraftig (LC). Världspopulationen har inte uppskattats, men arten rapporteras vara sällsynt eller mycket sällsynt i hela utbredningsområdet.

## Namn
Fågeln kallades tidigare indonesisk gräsuggla på svenska.